# 12802 Hagino
12802 Hagino eller 1995 XD1 är en asteroid i huvudbältet som upptäcktes den 15 december 1995 av den japanska astronomen Takao Kobayashi vid Ōizumi-observatoriet. Den är uppkallad efter den japanske amatörastronomen Hagino Akira.
Den tillhör asteroidgruppen Nysa.